# Maaseik
Maaseik là một đô thị tọa lạc ở tỉnh Limburg. Đô thị này nằm bên sông Maas (hay Meuse), giáp Hà Lan. Đô thị Maaseik bao gồm thị trấn Maaseik  và các làng cũ Neeroeteren và Opoeteren.

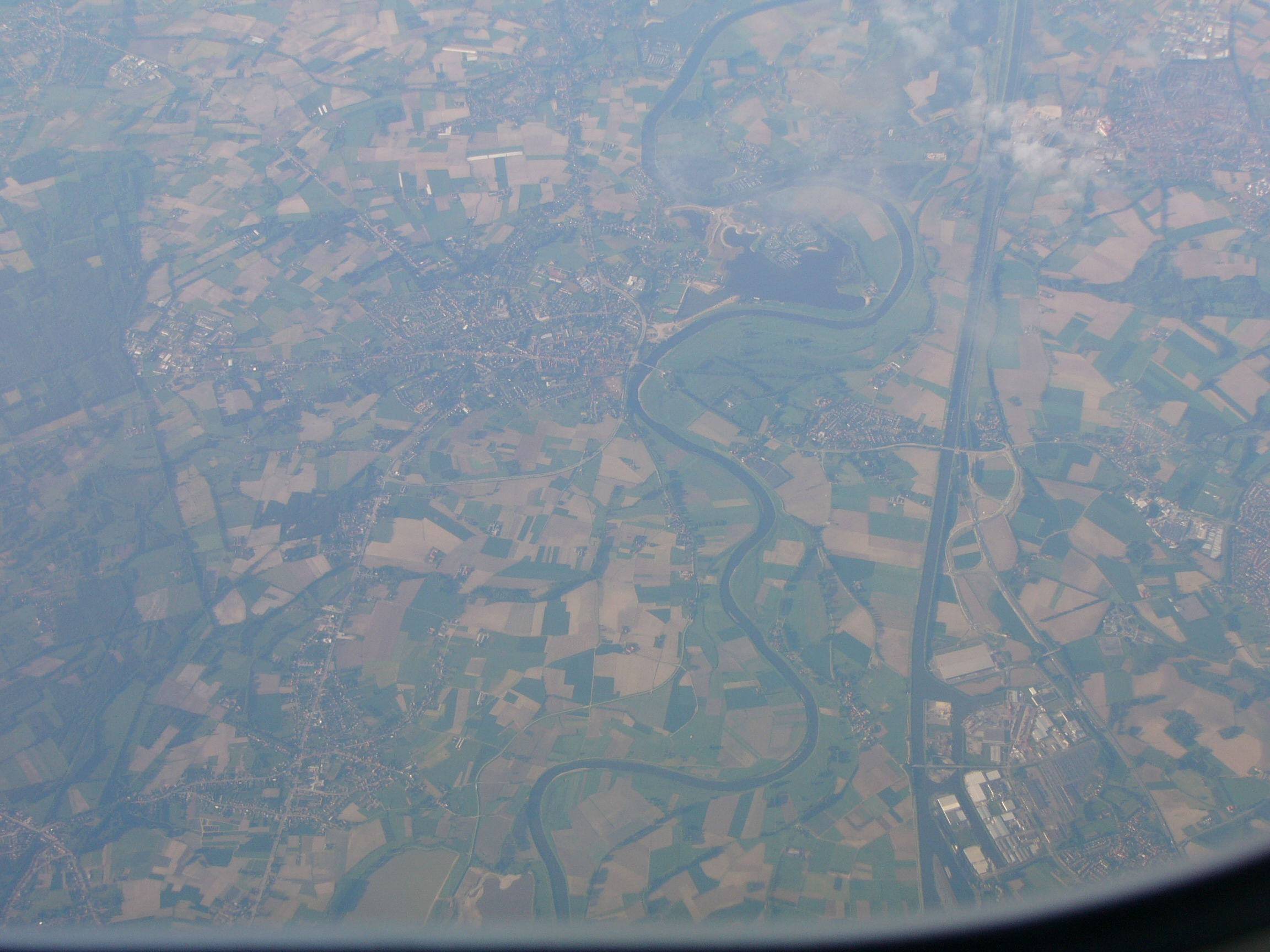
Hình ảnh trên cao của Maaseik

## Cư dân nổi tiếng
- Saint Herlindis (mất năm 745)
- Vital Borkelmans, cầu thủ bóng đá (sinh năm 1963)
- Kristof Vliegen, cầu thủ tennis (sinh năm 1982)

## Thành phố kết nghĩas
- Đức: Wegberg
- Hà Lan: Echt-Susteren